# Station Holstebro
Station Ringkøbing is een spoorwegstation in het Deense Holstebro. Het station ligt aan de lijn Esbjerg - Struer en aan de lijn Holstebro - Vejle.